# Zemětice
Obec Zemětice (německy Semietitz, zastarale Zemetitz) se nachází v okrese Plzeň-jih, kraj Plzeňský. Žije zde 330 obyvatel.

## Části obce
- Zemětice
- Čelákovy
- Chalupy

## Historie
První písemná zmínka o obci pochází z roku 1115.

## Pamětihodnosti
- Smírčí kříž

## Galerie

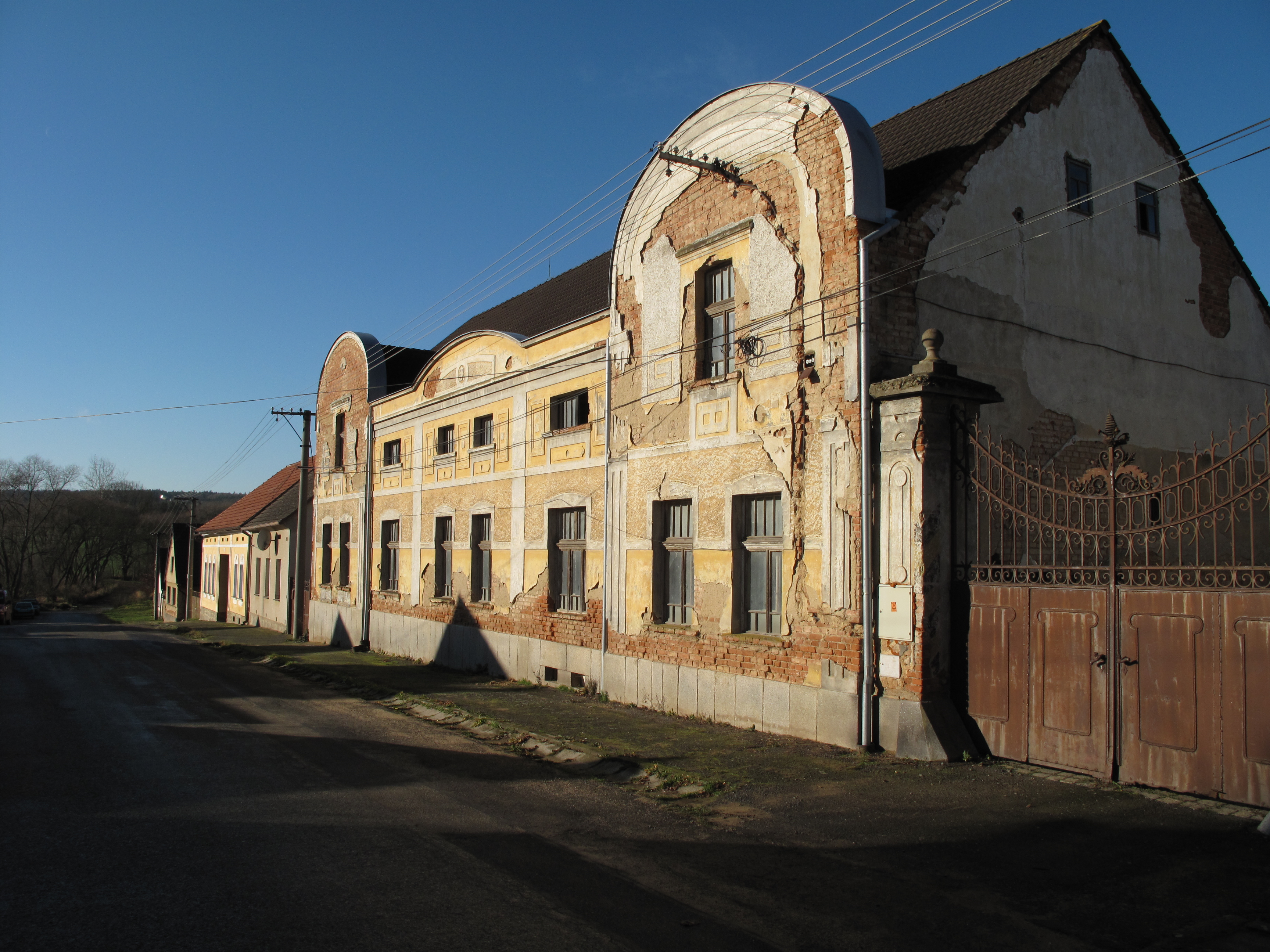
Dům
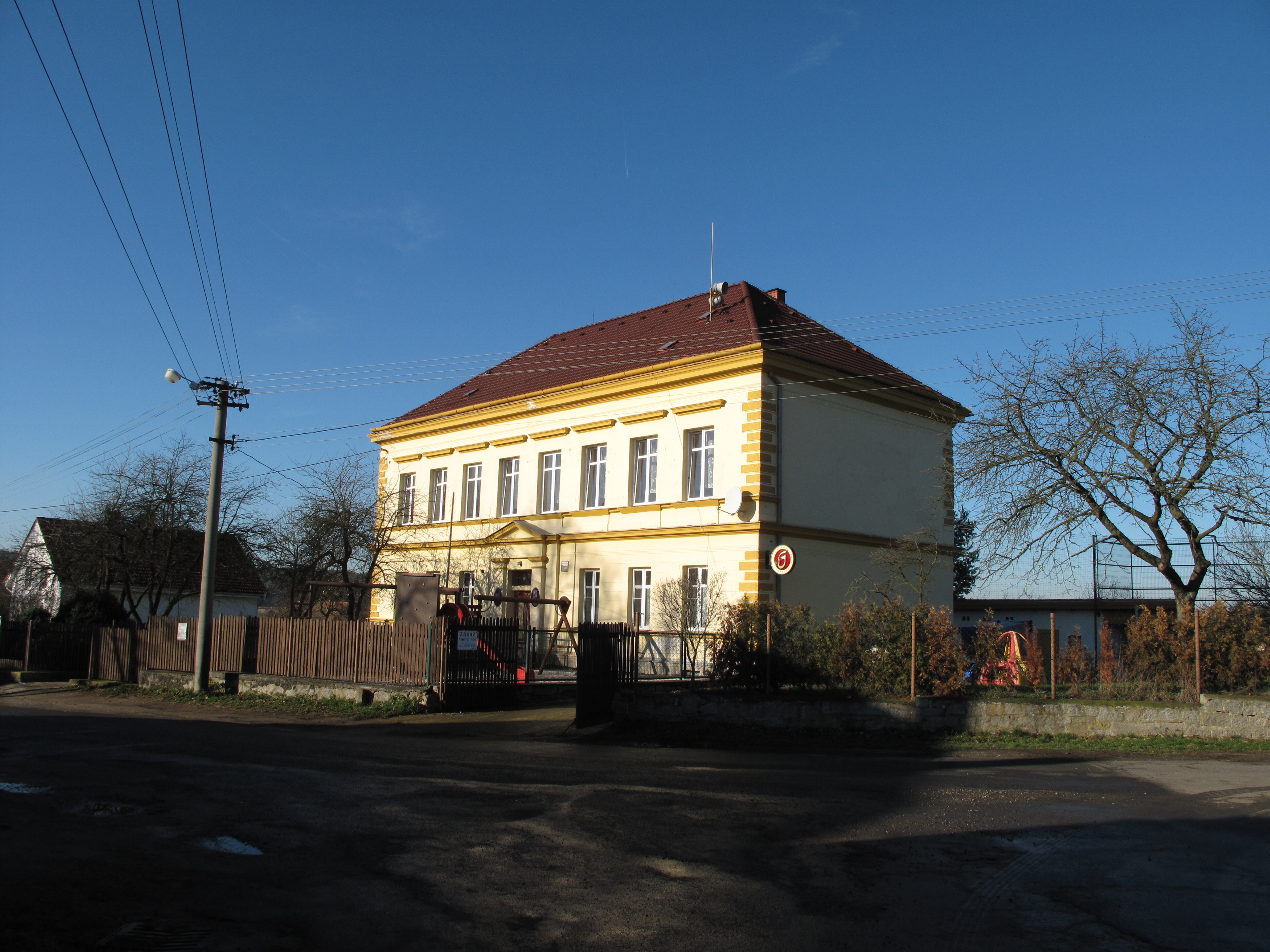
Hospoda
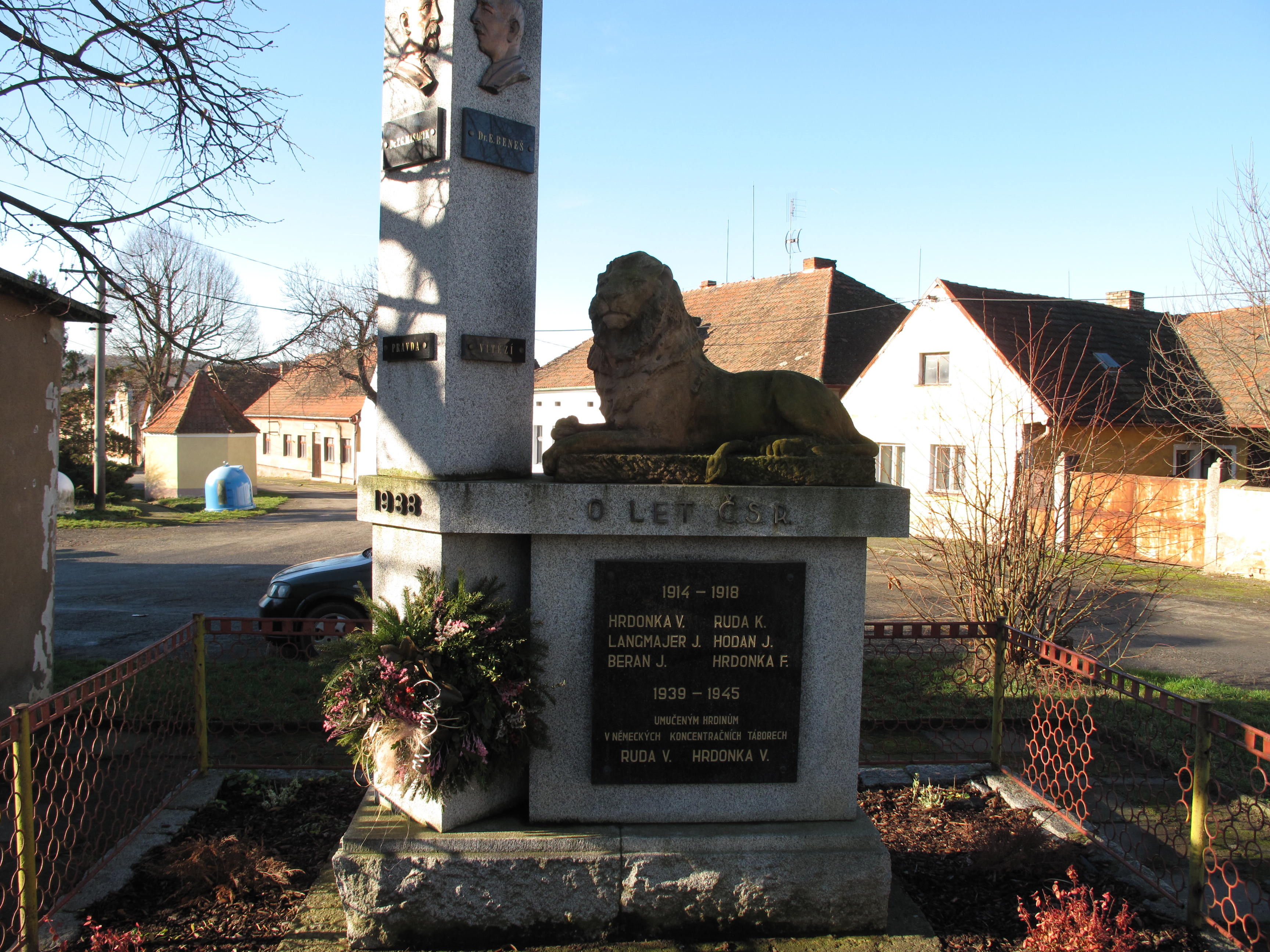
Pomník
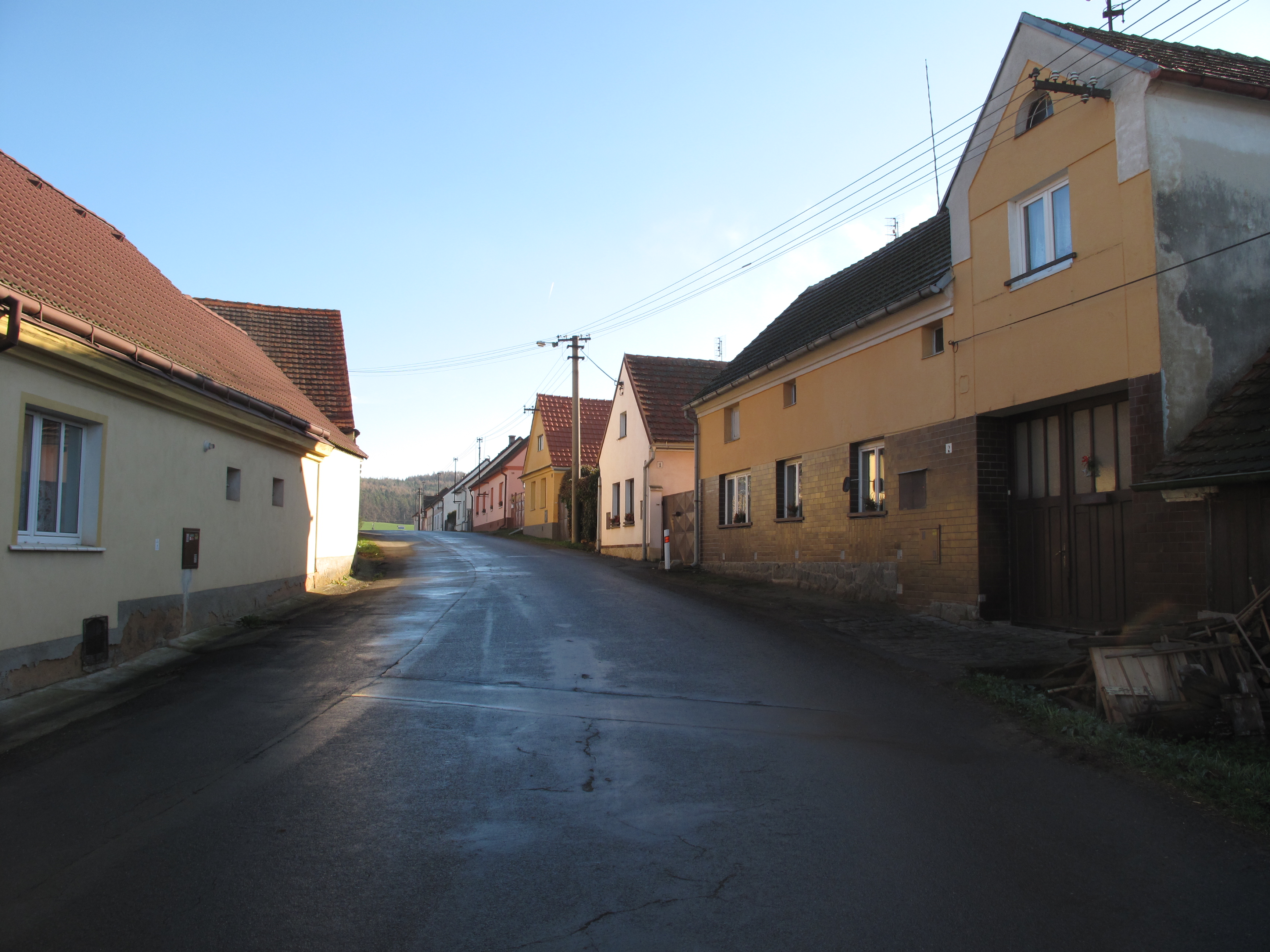
Ulice